# 13 привидів Скубі-Ду
13 привидів Скубі-Ду — мультсеріал 1985 року про пригоди Скубі-Ду і його команди.

## Сюжет
Одного разу, Шеггі Роджерс, Дафна Блейк, Скреппі і Скубі-Ду на своєму літаку приземляються у маленькому містечку. Там вони зустрічають хлопчика на ім'я Флім Флам, який торгує чарівним еліксиром удачі. Але люди думають, що Флім Флам їх дурить, і продає їм якусь воду. Але це містечко було прокляте, і люди кожної ночі ставали вовкулаками, але Флім Флам їм допоміг своїм зіллям, і вони повірили, що Флім Флам не звичайнісінький брехун. Потім, Флім Флам познайомив команду Скубі зі своїм другом-чарівником на ім'я Вінсент ван Гоул. Ван Гоул попереджує їх про велику небезпеку, яка їх чекає. Вони дізнаються, що за ними слідкують двоє привидів-невдах, Вірд і Божел. А також вони дізналися, що існує чарівна Скриня демонів, у якій замкнуті 13 найнебезпечніших привидів і монстрів, і команда дізнається, що це ще не кінець...